# Батлер (Јужна Дакота)
Батлер (енгл. Butler) град је у америчкој савезној држави Јужна Дакота.

## Демографија
По попису из 2010. године број становника је 17, што је 0 (0,0%) становника више него 2000. године.
| Група             | 2000.       | 2010.       |
| Белци             | 17 (100,0%) | 17 (100,0%) |
| Афроамериканци    | 0 (0,0%)    | 0 (0,0%)    |
| Азијати           | 0 (0,0%)    | 0 (0,0%)    |
| Хиспаноамериканци | 0 (0,0%)    | 0 (0,0%)    |
| Укупно            | 17          | 17          |